# Диплатинатантал
Диплатинатантал — бинарное неорганическое соединение, интерметаллид
платины и тантала
с формулой TaPt2,
кристаллы.

## Получение
- Сплавление стехиометрических количеств чистых веществ:

{\displaystyle {\mathsf {2Pt+Ta\ {\xrightarrow {2245^{o}C}}\ TaPt_{2}}}}

## Физические свойства
Диплатинатантал образует кристаллы
моноклинной сингонии,

параметры ячейки a = 0,8403 нм, b = 0,4785 нм, c = 0,4744 нм, β = 90,5°, Z = 4,
структура типа ванадийтризолота Au3V
.
Соединение конгруэнтно плавится при температуре 2245°С.